# اندیس سیاه جاگون
سیاه جاگون یک اندیس فلزی است که در حوالی شهر رندان استان سیستان و بلوچستان قرار دارد و مادهٔ معدنی موجود در آن، کرومیت است.  